# 陈放 (1960年)
陈放（1960年7月—），男，汉族，浙江诸暨人，中华人民共和国地方官员，中国民主同盟盟员，曾任民盟中央委员、四川省委副主委、四川省科技厅副厅长，第十一届、第十二届、第十三届全国政协委员。

## 生平
2008年，当选第十一届全国政协委员，代表教育界，分入第四十一组。2018年1月，当选第十三届全国政协委员。